# 吴倩 (山东人)
吴倩（1975年—），山东济南人，汉族，中华人民共和国政治人物、第十一届全国人民代表大会山东地区代表。
毕业于山东省委党校经济管理专业，是中共党员。担任济南市公交总公司客服中心副主任。2008年起担任全国人大代表。